# CD Universidad Católica
A Club Deportivo  Universidad Católica egy chilei labdarúgóklub, melynek székhelye Santiagóban található és az első osztályban szerepel.
Az egyik legsikeresebb labdarúgócsapat Chilében a Colo-Colo és a rivális Club Universidad de Chile után.

## Sikerlista
- Chilei bajnok (12): 1949, 1954, 1961, 1966, 1984, 1987, 1997-A, 2002-A, 2005-C, 2010, 2016-C, 2016-A
- Chilei kupagyőztes (4): 1983, 1991, 1995, 2011
- Chilei szuperkupagyőztes (1): 2016
- Copa Libertadores döntős (1): 1993
- Copa Interamericana győztes (1): 1994

## Képgaléria

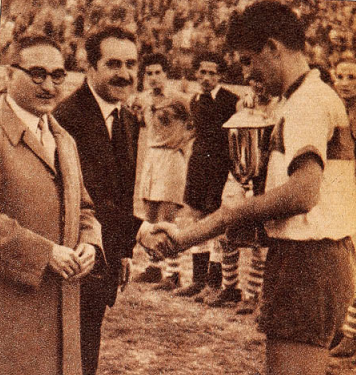
Torneo Internacional de Pascua
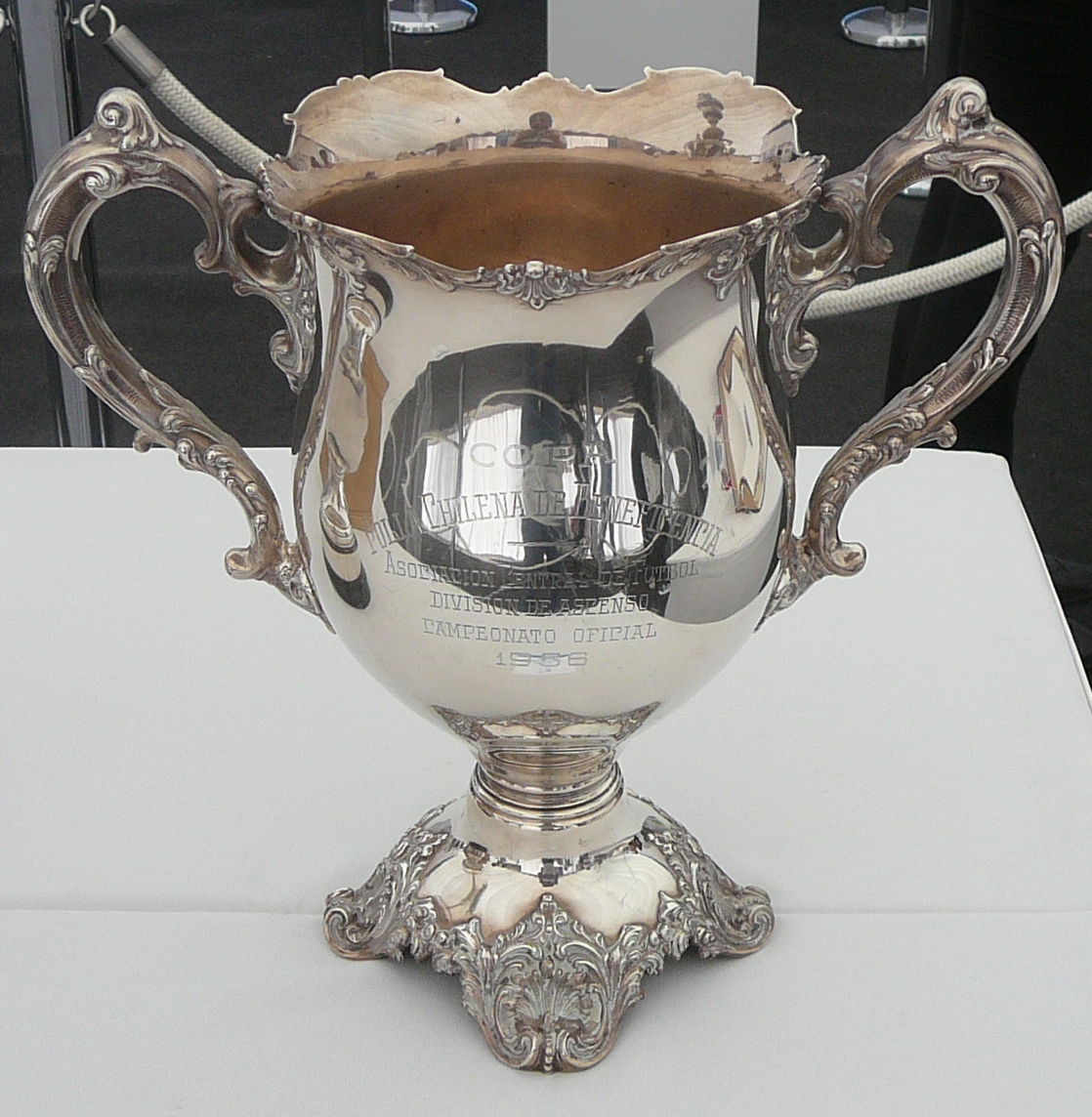
Chilei bajnok 1956
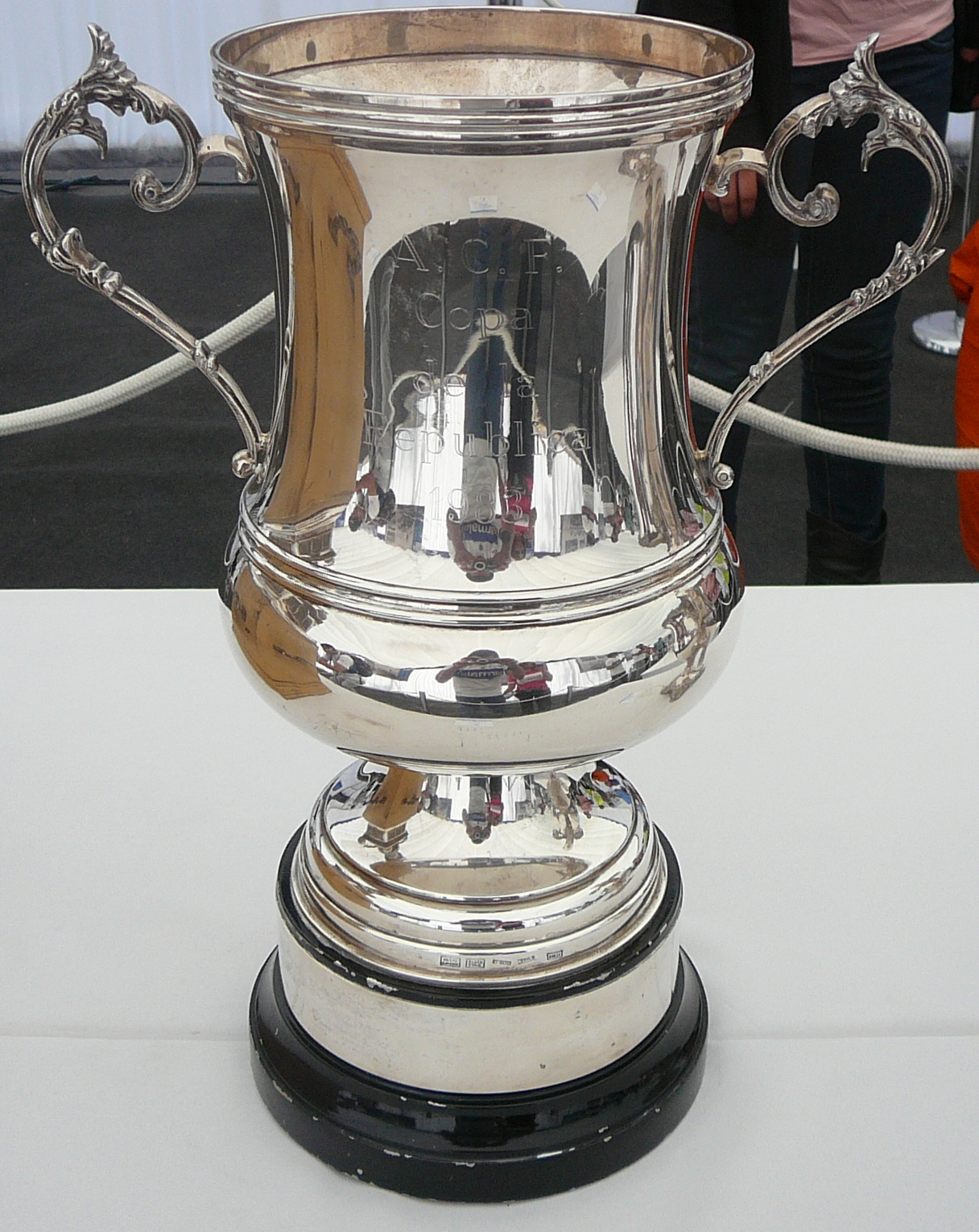
Chilei kupagyőztes 1983
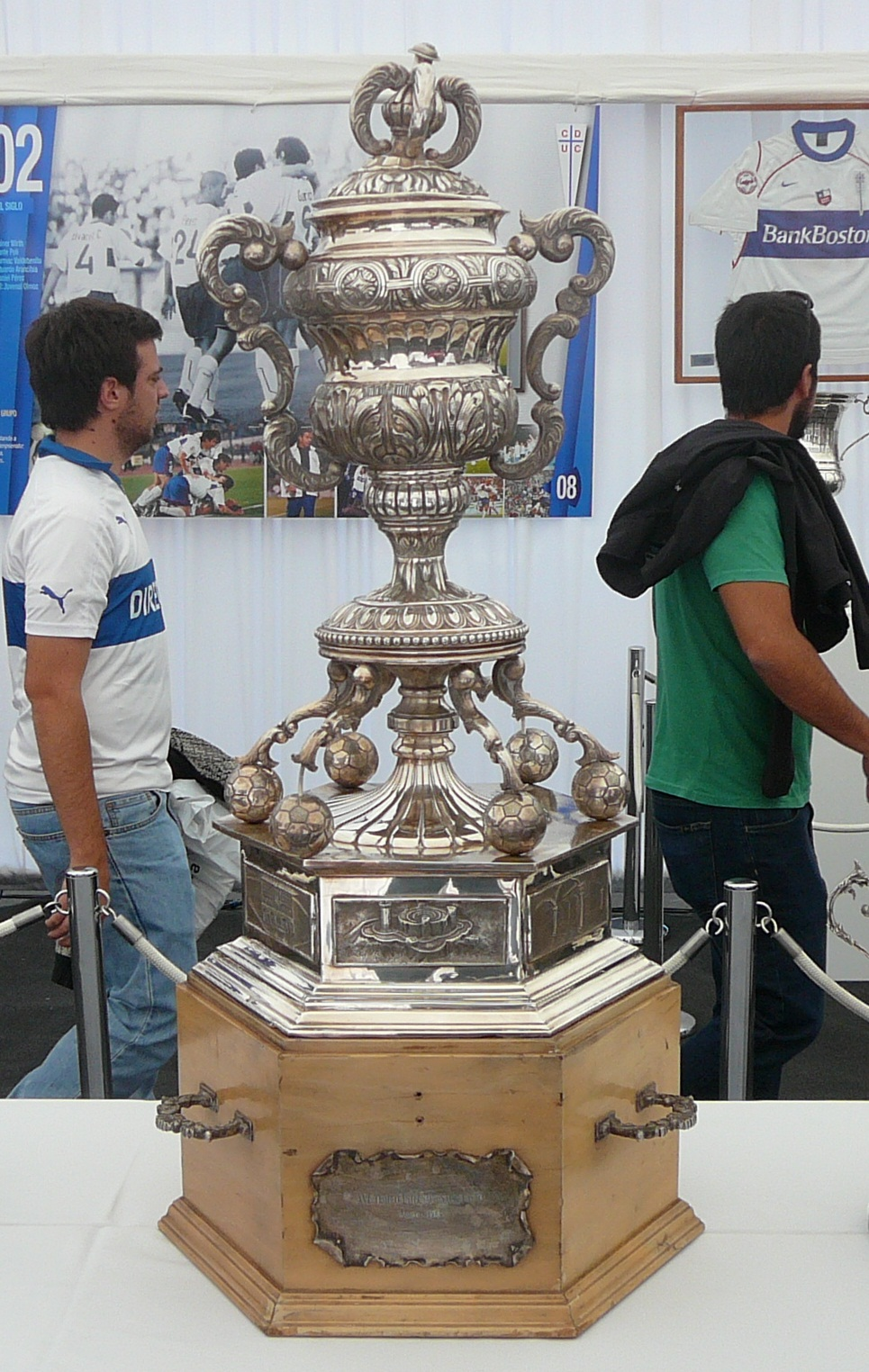
Ciudad de Palma trófea 1984
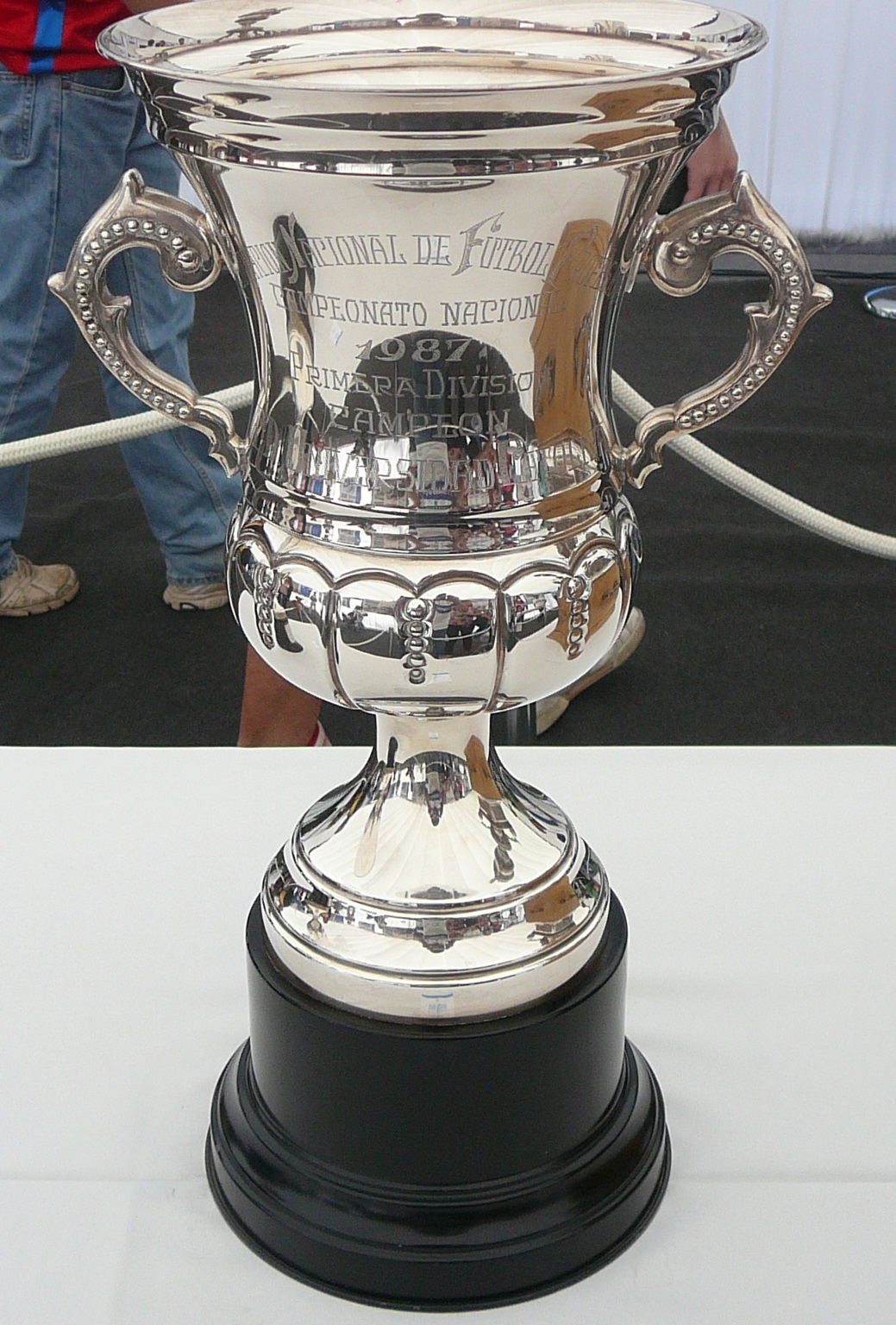
Chilei bajnok 1987
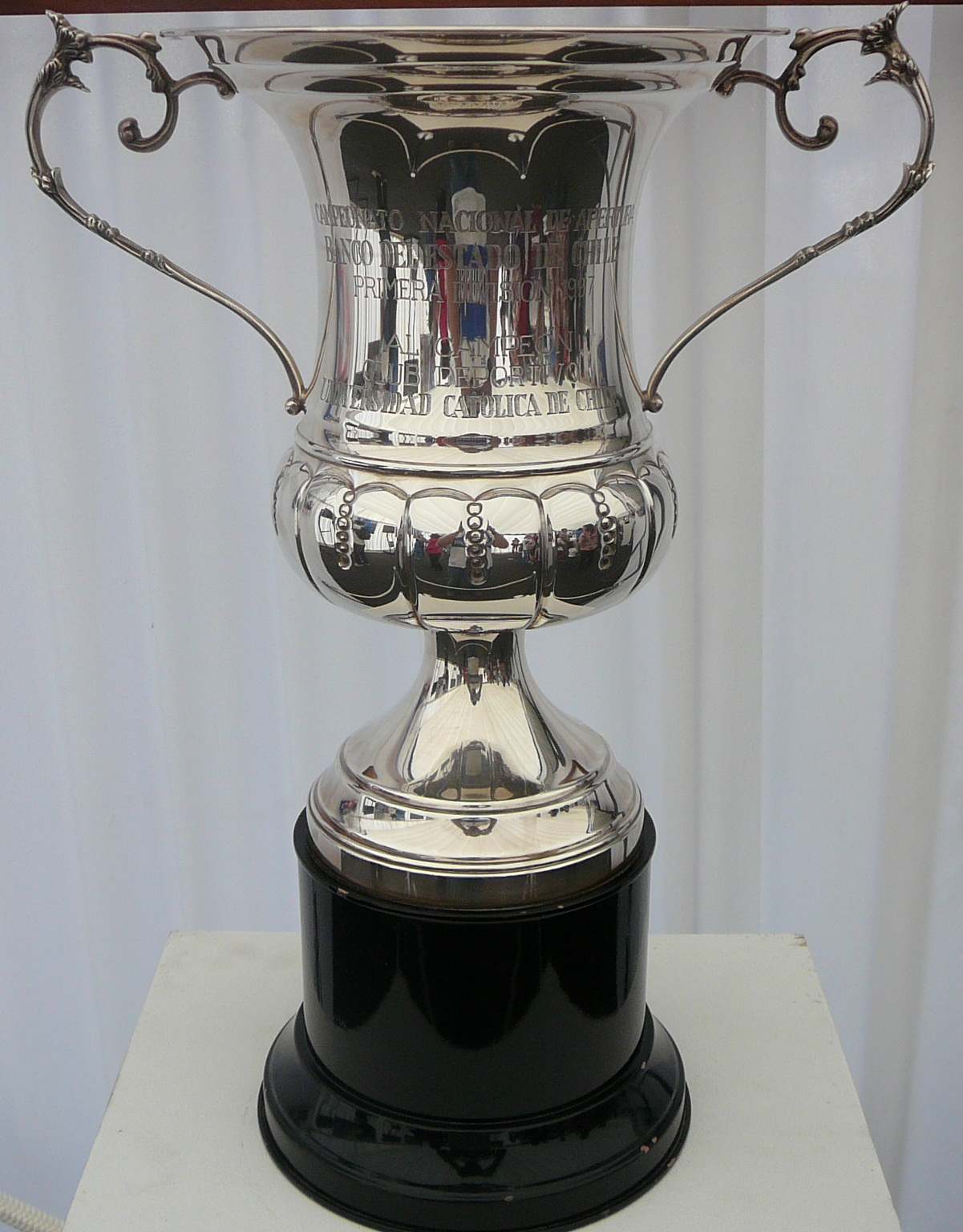
Chilei bajnok 1997-A
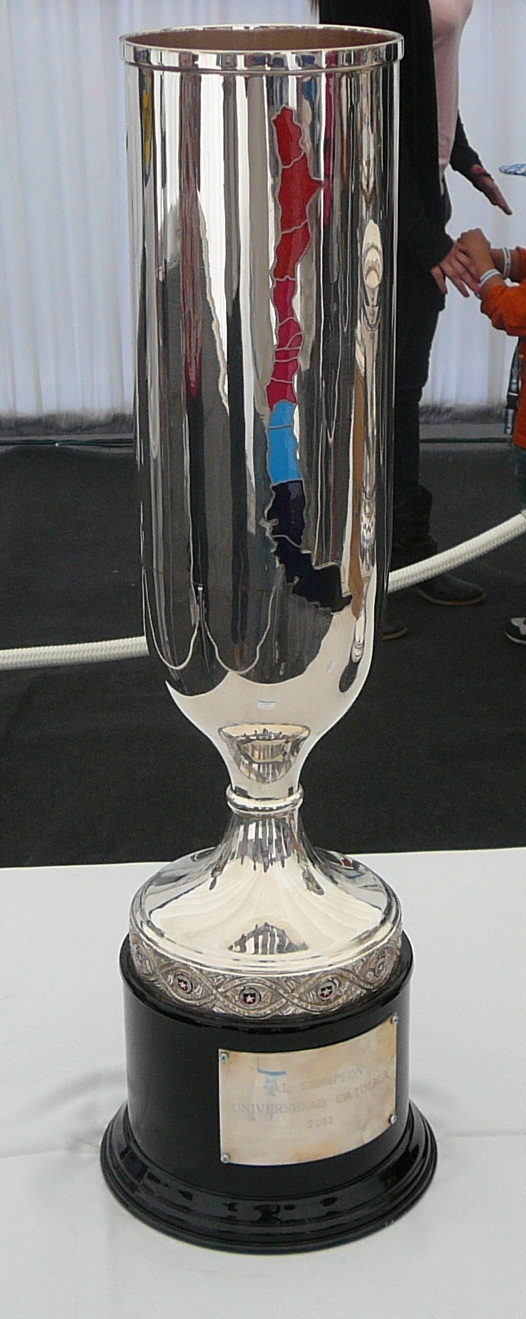
Chilei kupagyőztes 2011
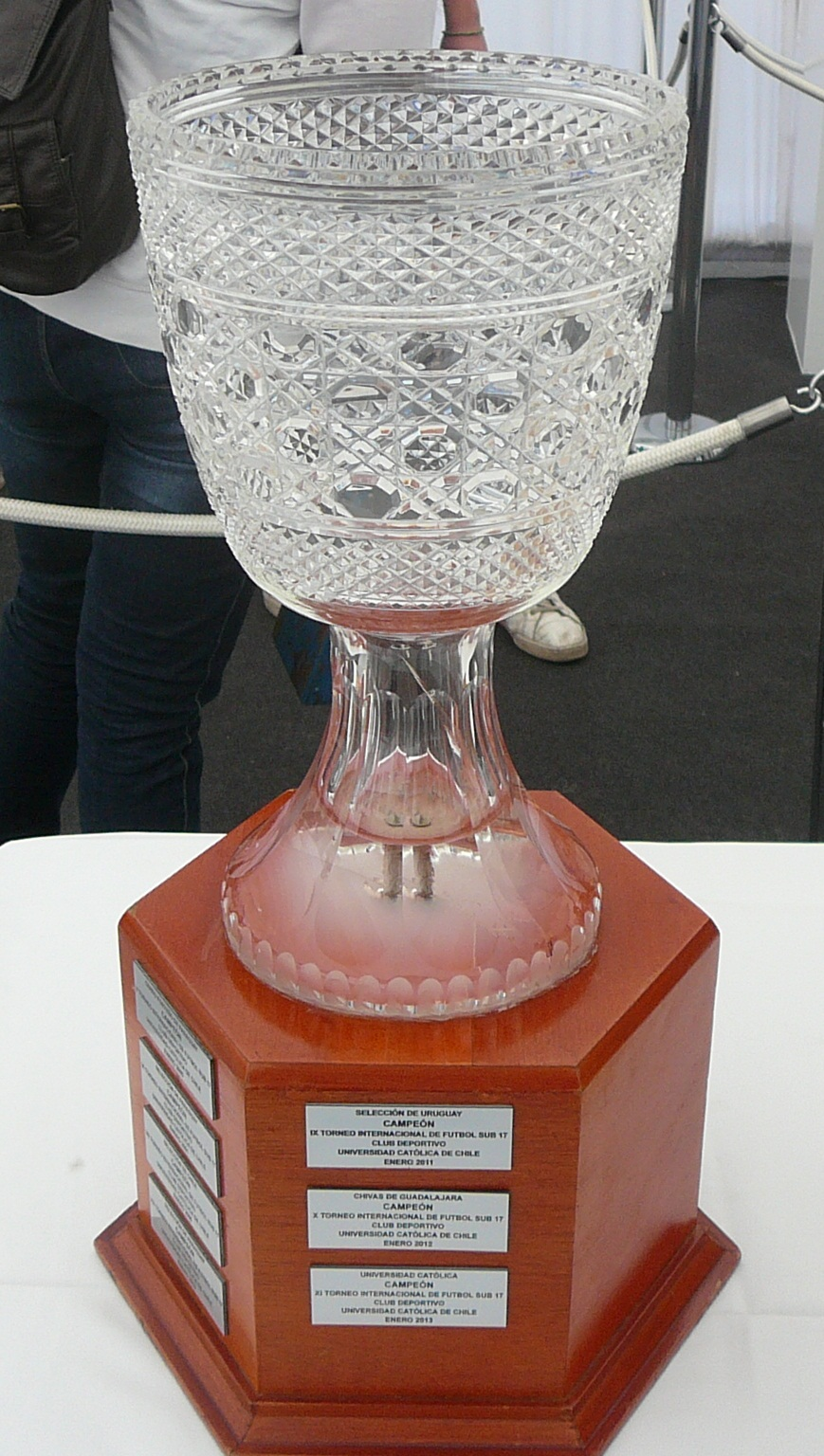
UC kupa U-17
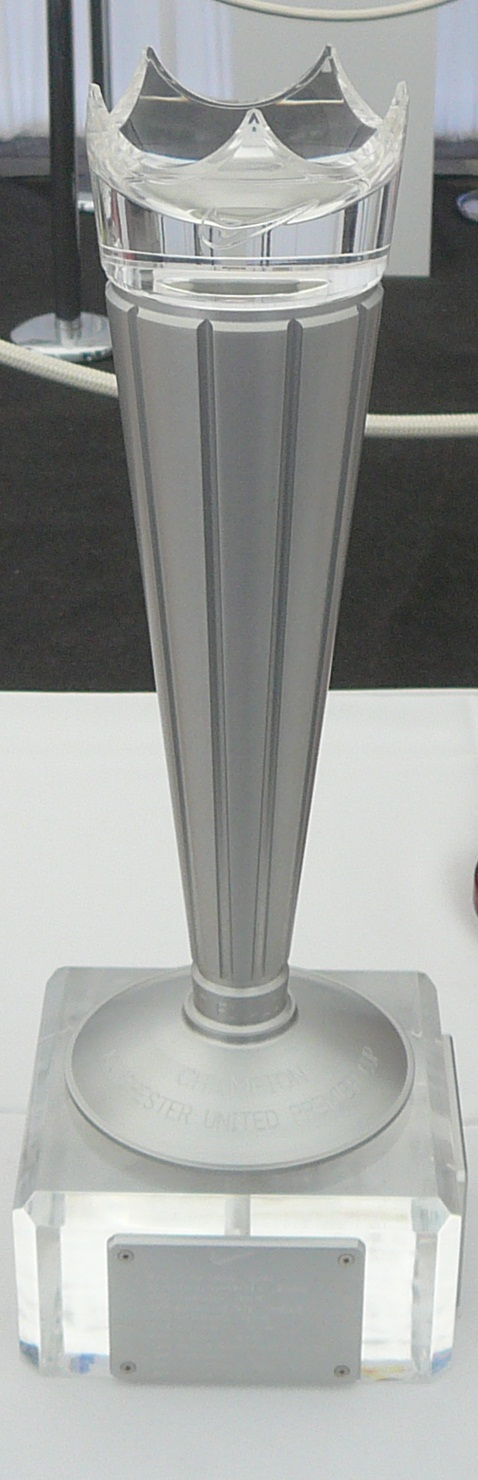
Manchester Uniter Premier kupa U-15 2012
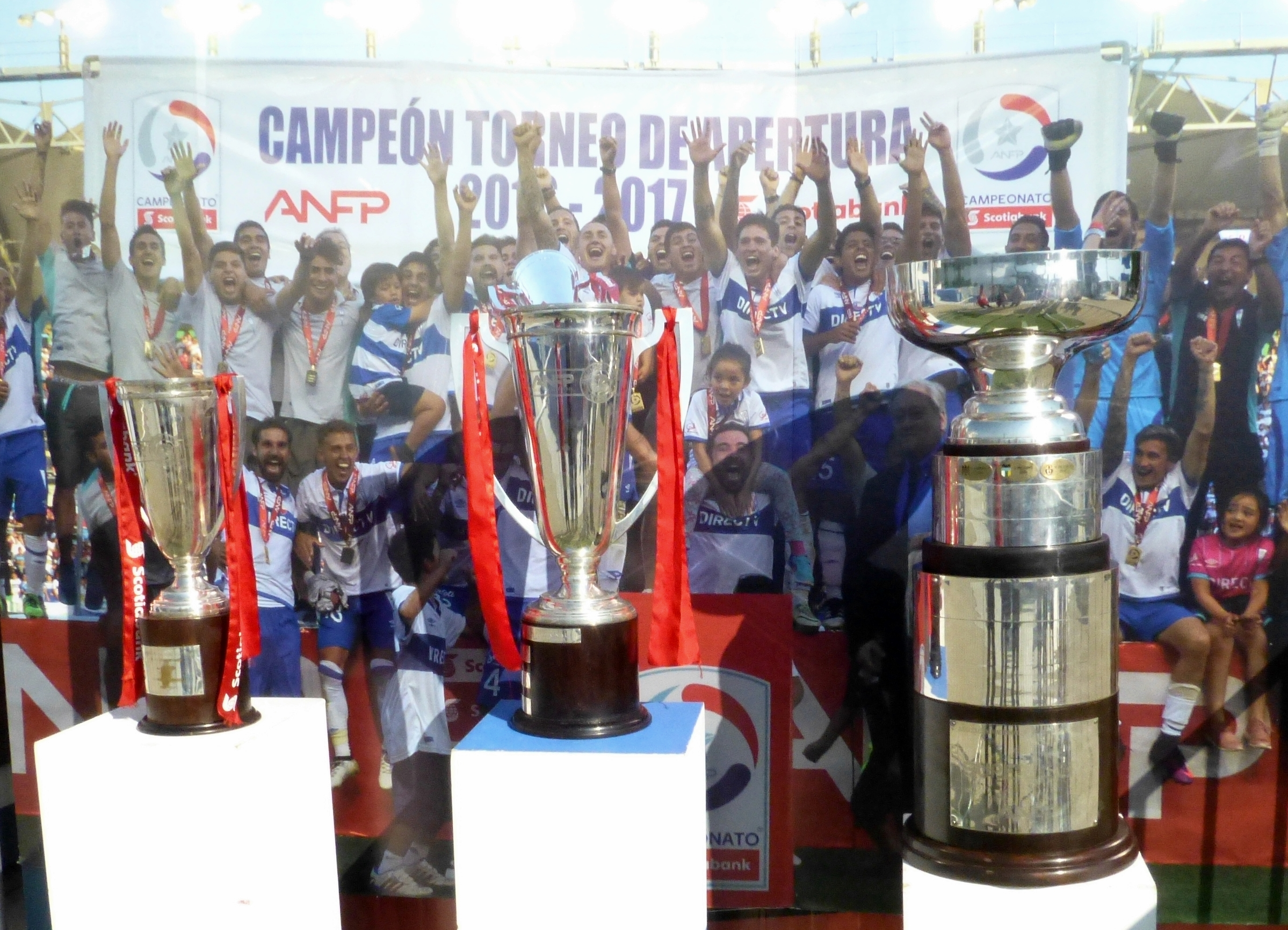
2016 (Clausura), 2016 (Apertura) és chilei szuperkupa